# Scaeosopha albicellata
Scaeosopha albicellata är en fjärilsart som beskrevs av Edward Meyrick 1931. Scaeosopha albicellata ingår i släktet Scaeosopha och familjen fransmalar. Inga underarter finns listade i Catalogue of Life.